# Phyllachora kanarensis
Phyllachora kanarensis är en svampart som beskrevs av T.S. Ramakr. & Sundaram 1954. Phyllachora kanarensis ingår i släktet Phyllachora och familjen Phyllachoraceae.   Inga underarter finns listade i Catalogue of Life.